# Jonay Hernández
Jonay Miguel Hernandez Santos (Maracay, 15 febbraio 1979) è un ex calciatore venezuelano di ruolo difensore.

## Carriera

### Club
Difensore venezuelano con passaporto spagnolo e soprannominato Chicho, trascorre la quasi totalità della carriera in Spagna, eccezion fatta per una partentesi in Scozia con il Dundee. Ha anche un fratello calciatore, Dani Hernández.

### Nazionale
Ha collezionato 29 presenze nella Nazionale venezuelana. Il debutto risale al 26 luglio 2003, nell'amichevole Venezuela-Nigeria 0-1.